# Futurikon
 (juin 2015).
Si vous disposez d'ouvrages ou d'articles de référence ou si vous connaissez des sites web de qualité traitant du thème abordé ici, merci de compléter l'article en donnant les références utiles à sa vérifiabilité et en les liant à la section « Notes et références ».
Futurikon est une société de production française fondée en 1996 par Philippe Delarue.  
Elle a notamment produit le film d'animation Minuscule : La Vallée des fourmis perdues, César du Meilleur Film d'Animation en 2015.

## Les productions et coproductions

### Longs métrages
- 2013 : Chroniques d'une cour de récré
- 2024 : Le Dernier signal (coproduit avec OCS Originals)

### Longs métrages d'animation
- 2007 : Le Vilain Petit Canard et moi
- 2008 : Chasseurs de dragons
- 2014 : Minuscule : La Vallée des tourmis perdues
- 2019 : Minuscule - Les Mandibules du bout du monde

### Séries d'animation
- 2000 : Les Aventures d'une mouche (coproduit avec France 3, Télétoon+ et Télétoon)
- 2001 : Nez de Fer, le chevalier mystère (coproduit avec Tooncan et Disney Channel)
- 2002 : Kaput et Zösky, les zigouilleurs de l'infini (coproduit avec France 3, Tooncan et Télétoon+)
- 2003 : Malo Korrigan et les Traceurs de l'espace (coproduit avec Tooncan, M6 Canal J)
- 2004 : Chasseurs de dragons (coproduit avec France 3)
- 2004 : Flatmania (coproduit avec France 3, Method Animation et Vivatoon)
- 2005 : Monster Allergy (coproduit avec Rainbow et M6)
- 2006 : Les Nouvelles Aventures du vilain petit canard (coproduit avec M6 et Disney Channel)
- 2006 : Gloria, Wilma et moi (coproduit avec France 2)
- 2006 : Minuscule : La Vie privée des insectes (coproduit avec Disney Channel, France 2 et France 5)
- 2006 : La Vache, le Chat et l'Océan (coproduit avec France 5 et Disney Channel)
- 2007 : Pop Secret (coproduit avec M6 et Method Animation)
- 2008-2019 : Les Minijusticiers (coproduit avec TF1 et Teletoon)
- 2008 : Willa! (coproduit avec Nelvana, TF1 et Piwi+)
- 2010 : Captain Biceps (coproduit avec France 3 et TPS)
- 2011-2022 : Les P'tits Diables (coproduit avec M6, TPS et Canal +)
- 2012 : Comment dessiner? (coproduit avec France Télévisions)
- 2012 : Brico Club (coproduit avec France Télévisions)
- 2013 : La bande des Minijusticiers (coproduit avec TF1 et Teletoon)
- 2013 : Trolls de Troy (coproduit avec Canal +, Gulli et Canal J)
- 2014-2021 : César et Capucine (coproduit avec France Télévisions)
- 2016 : Les Chronokids (coproduit avec TF1 et Cartoon Network)
- 2018 : Les P'tits Diables saison 3 (coproduit avec Canal + et Teletoon)
- 2024 : Les Lapins Crétins: Problème d'invasion saison 1 (coproduit avec TF1 et Netflix)

### Documentaires
- 1999 : Se Konsa la vi
- 2000 : Cette mémoire qui se tait
- 2005 : Terra Magica
- 2008 : Le Tableau
- 2010 : Un amour d'ami
- 2014 : Voyage en Occident de Jill Coulon
- 2015 : Place aux jeunes, des beatniks aux punks de Patrick Barbéris
- 2017 : 17 ans, premier bilan de Julie Talon
- 2018 : A hurler du silence d'Hélène Triguéros
- 2019 : SNCF; la fin d'un mythe de Frédéric Compain